# Полковая (река)
Полковая — река в России, протекает по Оренбургской области (Беляевский район, Саракташский район). Устье реки находится в 20 км по левому берегу реки Вязовка. Длина реки составляет 18 км.

## Данные водного реестра
По данным государственного водного реестра России относится к Уральскому бассейновому округу, водохозяйственный участок реки — Урал от города Орск до впадения реки Сакмара. Речной бассейн реки — Урал (российская часть бассейна).
Код объекта в государственном водном реестре — 12010000812112200004645.